# Couvent des Récollets de Bonnieux
Le couvent des Récollets de Bonnieux est un bâtiment conventuel situé à Bonnieux, dans le département de Vaucluse. 

## Historique
Le couvent est fondé en 1604, son église est consacré en 1664. Les bâtiments conventuels ont été remaniés en 2 temps, fin du XVIIIe siècle et fin du XIXe siècle.
En 1994, l'ensemble du couvent est inscrit au titre des monuments historiques.

## En savoir plus